# Dryopteris expansa
Espèce
Dryopteris expansa, de noms communs Dryoptère dressée, Dryoptéris étalé ou Dryoptéris élargi, est une espèce de fougères du genre Dryopteris appartenant à la famille des Dryopteridaceae que l'on trouve en Eurasie (sauf dans ses zones méridionales), jusqu'à l'Altaï, au Groenland et en Amérique du Nord.

## Synonymes
- Nephrodium expansum C.Presl[4]
- Dryopteris assimilis S.Walker
- Dryopteris dilatata (Hoffmann) A.Gray subsp. americana (Fischer) Hultén

## Description
Cette espèce diploïde mesure en moyenne 30 cm de largeur sur 90 cm de hauteur. Elle est caractérisée par ses frondes dressées,.

## Habitat
Dryopteris expansa croît dans les sous-bois humides et sur les pentes montagneuses rocheuses, entre 50 mètres et 1 500 mètres d'altitude.